# Îles Rat
Pour les articles homonymes, voir Rat (homonymie).
Ne doit pas être confondu avec Île des Rats ou Rat Island.
Les îles Rat, en anglais Rat Islands, en aléoute Qax̂um tanangis, sont un petit archipel inhabité d'origine volcanique des États-Unis situé en Alaska, dans les îles Aléoutiennes. Le nom des îles Rat est la traduction anglaise du nom donné aux îles par le capitaine Fiodor Petrovitch Litke en 1827 quand il a visité les îles Aléoutiennes lors d'un tour du monde. Les îles sont nommées ainsi parce qu'elles étaient habitées principalement par des rats depuis environ 1780 mais il n'y en aurait plus en 2009.
Les plus grandes îles du groupe sont, d'ouest en est, Kiska, Little Kiska, Segula, Hawadax ou Kryssei, Khvostof, Davidof, Little Sitkin, Amchitka et Semisopochnoi. La superficie totale des terres des îles Rat est de 934,594 km².
Les îles Rat sont très sismiques car elles sont situées à la frontière entre les plaques tectoniques d'Amérique du Nord et du Pacifique. En 1965, un tremblement de terre d'une magnitude de 8,7 a secoué l'archipel.

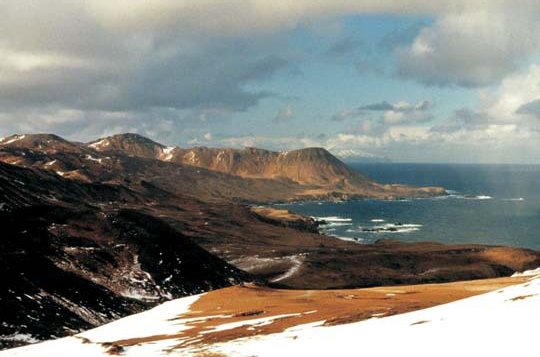
Paysage côtier de l'île d'Amchitka.

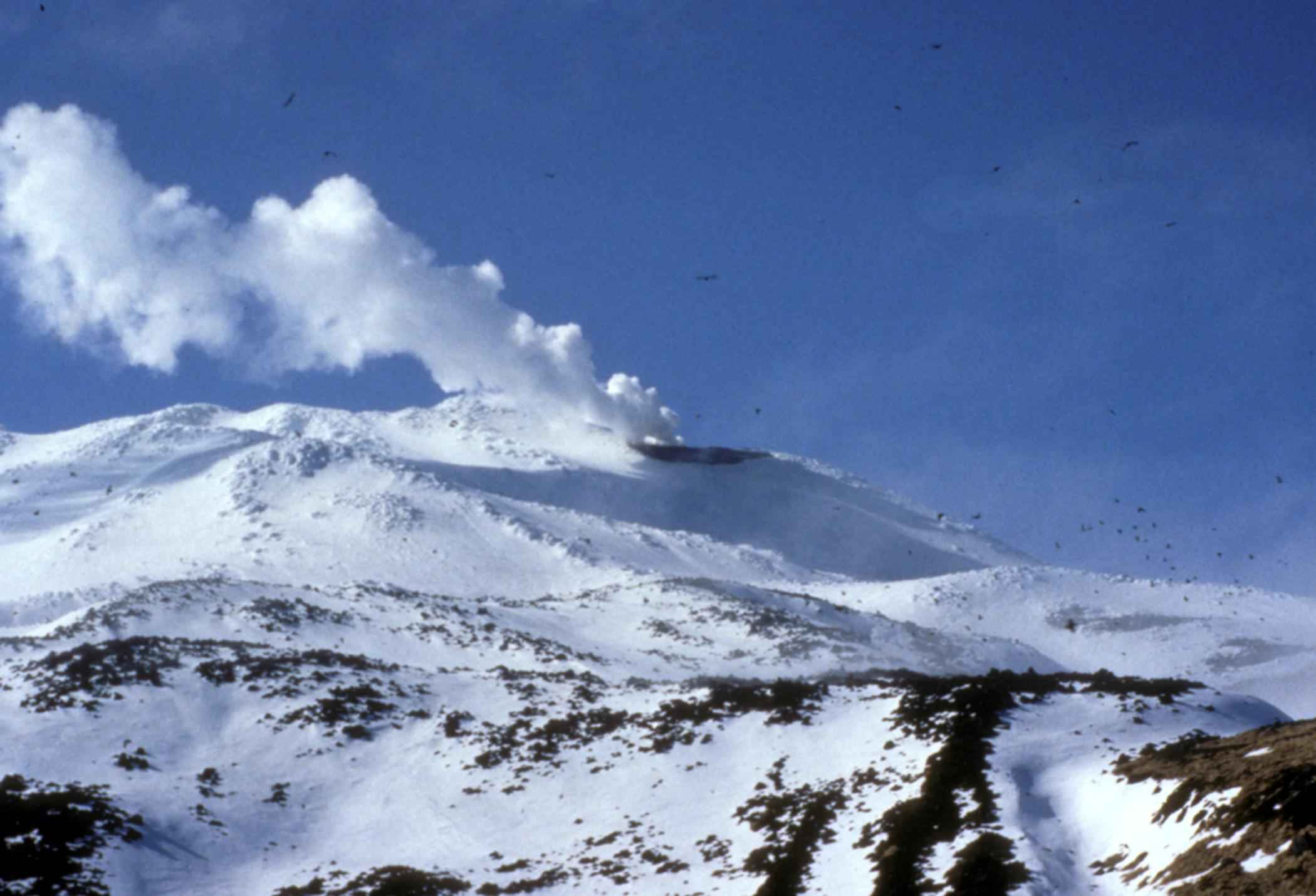
Le volcan de l'île de Kiska en éruption.

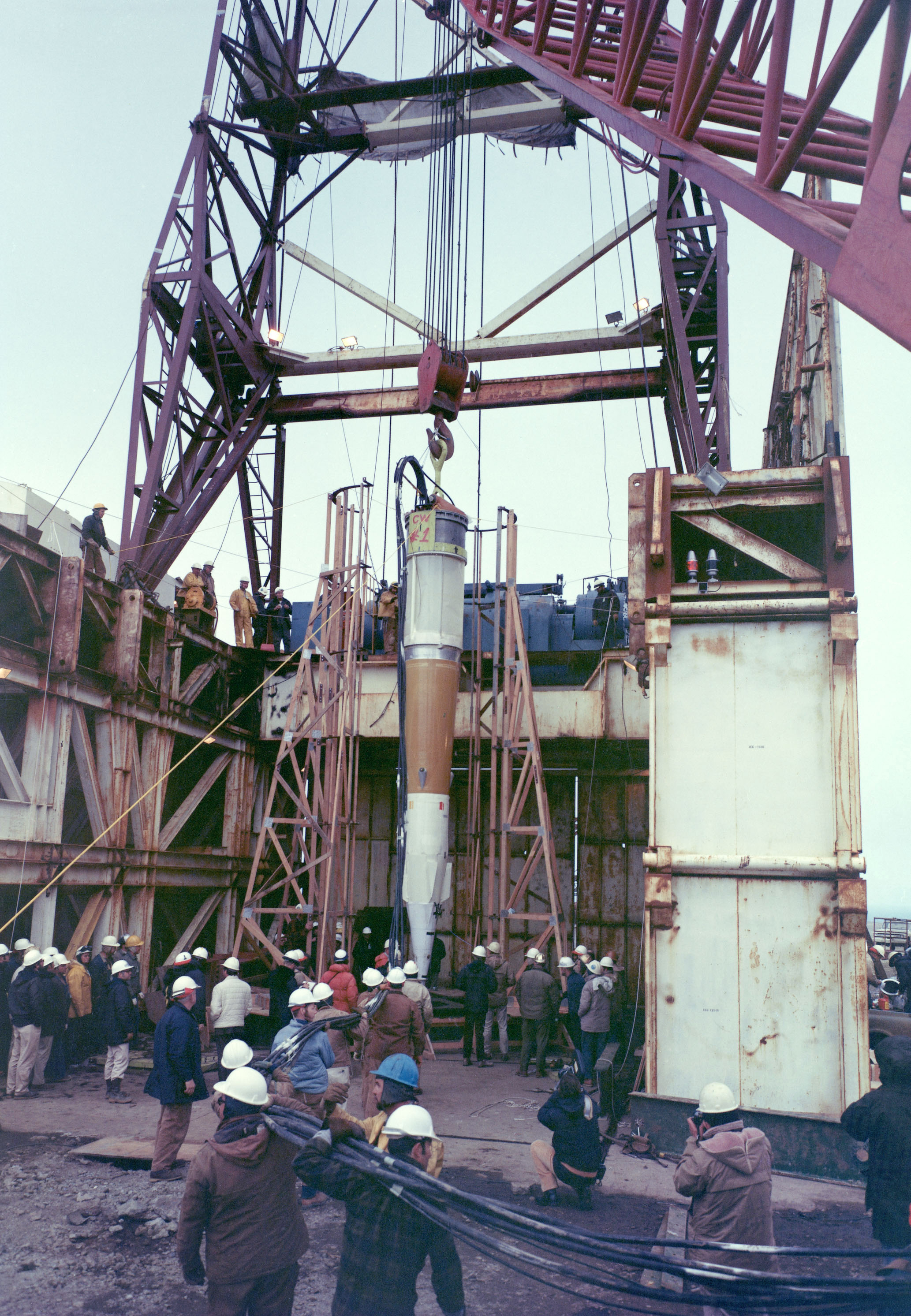
Forage du test Cannikin sur l'île d'Amchitka en 1971.